# Charles Wakefield Cadman
Charles Wakefield Cadman (Johnstown (Pennsilvània), 24 de desembre, 1881 - Los Àngeles (California), 30 de desembre, 1946), va ser un compositor nord-americà. Durant 40 anys, va treballar estretament amb Nelle Richmond Eberhart, que va escriure la majoria dels textos de les seves cançons, incloent Four American Indian Songs. També va escriure els llibrets de les seves cinc òperes, dues de les quals es basaven en temes indis. Va compondre en una gran varietat de gèneres.

## Vida i carrera
L'educació musical de Cadman, a diferència de la de la majoria dels seus contemporanis americans, va ser completament americana. Nascut als Estats Units, va començar les classes de piano als 13 anys. Finalment, va anar a la propera Pittsburgh on va estudiar harmonia, teoria i orquestració amb Luigi von Kunits i Emil Paur, aleshores concertino i director, respectivament, de l'Orquestra Simfònica de Pittsburgh. Aquesta va ser la suma de la seva formació formal, encara que s'ha dit que també va ser alumne d'Anna Priscilla Risher.
Als divuit anys, treballava com a empleat en una oficina del ferrocarril a Homestead, també a Steel Country. A més també, va continuar escrivint música. El 1902 va conèixer la veïna Nelle Richmond Eberhart i va saber que estava interessada per la música.
Van començar a treballar junts, ella escrivia el text i ell la música de la seva primera peça, un himne pel qual els van pagar un dòlar i mig. La seva col·laboració va començar, i va continuar durant 40 anys.
El 1908, Cadman va ser nomenat editor musical i crític del Pittsburgh Dispatch. Va estar molt influenciat per la música dels indis americans, que havia estat estudiant, especialment a través del treball dels etnòlegs Alice Fletcher i Francis La Flesche. Fletcher i La Flesche havien estudiat la tribu Omaha i havien gravat la seva música i històries.
Després d'haver publicat diversos articles sobre música índia americana, Cadman va ser considerat com un dels principals experts en el tema. L'any 1908 va començar a girar per presentar conferències conegudes com a "Indian Talk", o "Indian Music Tour", acompanyades de la interpretació de música nativa americana i composicions pròpies. Tsianina Redfeather (Muscogee/Cherokee), anunciada com "Princess Redfeather", va actuar com a cantant en algunes de les seves gires. La seva cançó característica era "From the Land of the Sky-Blue Water" de Cadman. Una altra cançó d'aquest tipus va ser "At Dawning", que es va fer molt coneguda a la dècada de 1920. Cadman va fer una gira tant pels Estats Units com per Europa durant 25 anys per presentar aquesta conferència.
Cadman va treure cançons d'Omaha i iroqueses per a les seves Quatre cançons indis americans, Op. 45, que es va convertir en el seu primer èxit comercial el 1909. Això va ser ajudat per les interpretacions d'aquestes cançons per la famosa soprano Lillian Nordica, que estava en una gira de concerts. L'estiu de 1909 va anar a Nebraska per estudiar la música i els instruments tradicionals de les tribus Omaha i Winnebago. Va viure amb la gent de les seves reserves, aprenent a tocar els seus instruments.
Durant el seu viatge a l'Oest, va conèixer Francis La Flesche, un etnòleg d'Omaha que treballava amb la "Smithsonian Institution" en estudis dels pobles Omaha i Osage. Cadman el va ajudar a fer enregistraments en cilindres de cera de cançons tradicionals. Aquests treballs es mantenen ara a la Biblioteca del Congrés, i unes 60 cançons estan disponibles en línia. Cadman va extreure dels enregistraments de La Flesche, i també es va interessar per les seves històries recollides d'aquests pobles.
Aquell any van començar a treballar en una òpera; Cadman ja havia començat a treure melodies de tres col·leccions impreses de música d'Omaha i Pawnee publicades per l'etnòloga Alice Cunningham Fletcher, que també estava amb l'Smithsonian. Les cançons van ser transcrites o harmonitzades per altres.
Cadman i Eberhart van treballar estretament amb La Flesche per correu, i va continuar proporcionant a Cadman melodies d'Omaha per a l'òpera. No se'ls permetia utilitzar melodies que La Flesche havia recopilat per a un informe encara inèdit per a l'Smithsonian. Juntament amb la llibretista Nelle Richmond Eberhart, Cadman i La Flesche van treballar junts durant uns tres anys més per crear una òpera basada en històries i música d'Omaha. Cadman va fer gires ocasionals de música índia per recaptar diners per al projecte. Es va traslladar a Denver el 1911.
Cadman va completar la música de Da O Ma (1912) i va buscar un lloc per a ella, però mai es va produir ni publicar. Va ser rebutjat per la Boston Opera Company, la White-Smith Music Publishing Company, que havia publicat nombroses cançons de Cadman; i la Metropolitan Opera. Durant el seu treball, l'equip havia canviat l'òpera d'un ambient d'Omaha a Sioux (Lakota/Dakota). Cadman va guanyar certa distribució per a aquesta música: White-Smith va publicar seleccions de l'òpera el 1917 com a suite per a piano, i per Boosey el 1920 com a suite orquestral.
El 1915 Cadman va ser nomenat membre honorari nacional de la fraternitat musical Phi Mu Alpha Sinfonia.
Cadman i Eberhart van començar un altre projecte amb La Flesche, però es va retirar per diferències. Van col·laborar amb Tsianina Redfeather Blackstone, una cantant Muscogee/Cherokee que havia actuat amb Cadman a la gira. Va proporcionar gran part de la trama per al llibret de The Robin Woman (Shanewis), basat en temes nadius americans contemporanis. L'òpera va ser produïda per l'Òpera Metropolitana de Nova York el 1918 i, inusualment, es va representar durant dues temporades concurrents.
Va ser molt popular a la dècada de 1920, interpretada també a Denver i Los Angeles. Redfeather va fer el seu debut a l'òpera en el paper principal en una actuació de 1924 a Denver, i també la va cantar a Los Angeles el 1926.
Alguns estudiosos creuen que la implicació de Cadman amb l'anomenat moviment indianista de la música americana va fer que alguns crítics no jutgessin les seves obres pels seus propis mèrits. Tot i que obres seves i similars eren populars a principis del segle xx, des de llavors han caigut en desgracia.

## Via a Los Angeles
A la dècada de 1920, Cadman es va traslladar a Los Angeles, Califòrnia. Va ajudar a fundar la Hollywood Bowl Orchestra i sovint hi va actuar com a pianista solista. La seva òpera Shanewis es va representar allà el 1926.
Es va involucrar amb els estudis de cinema, escrivint les partitures de diverses pel·lícules. Aquests inclouen The Sky Hawk (1929), Captain of the Guard (1930), un musical ambientat durant la Revolució Francesa; Women Everywhere, i Harmony at Home, totes les pel·lícules precodificades. Juntament amb el rus-americà Dmitri Tiomkin, Cadman va ser considerat un dels millors compositors de cinema de Hollywood de l'època.
Però Cadman, abans que res, va ser un compositor seriós que va escriure per a gairebé tots els gèneres. Les seves obres de música de cambra es consideren generalment entre les seves millors. Va introduir elements de la música ragtime en el format de música clàssica, anticipant-se a Gershwin, Stravinsky i Milhaud, entre d'altres. El seu trio amb piano, op. 56, compost el 1913, va cridar l'atenció de la crítica i els elogis per les seves innovacions.
La seva òpera The Sunset Trail (1922) va formar part del repertori de gira de la American Opera Company de Vladimir Rosing.
The Pageant of Colorado, un certamen històric amb música composta per Cadman amb un llibret de Lillian White Spencer, es va produir a Denver, Colorado el maig de 1927. El dramaturg i dramaturg Percy Jewett Burrell, un col·lega de la fraternitat de Cadman, va dirigir la producció.